# Przemysław Fenrych
Przemysław Tadeusz Fenrych (ur. 6 stycznia 1951 w Poznaniu) – polski bibliotekarz, redaktor i pracownik organizacji pozarządowych, działacz opozycji w okresie PRL.

## Życiorys
Ukończył w 1973 studia na Uniwersytecie im. Adama Mickiewicza w Poznaniu. Pracował jako asystent w Instytucie Zachodniopomorskim Wyższej Szkoły Pedagogicznej w Szczecinie, następnie do 1983 jako bibliotekarz.
Pod koniec lat 70. zaangażował się w działalność opozycyjną, współpracując z Ruchem Obrony Praw Człowieka i Obywatela i Ruchem Młodej Polski. W sierpniu 1980 uczestniczył w strajku w Wojewódzkiej i Miejskiej Bibliotece Publicznej w Szczecinie. We wrześniu wstąpił do „Solidarności”, kierował komisją zakładową, był też przewodniczącym Ogólnopolskiej Międzybibliotecznej Komisji Porozumiewawczej „S”, członkiem prezydium zarządu regionu i delegatem na I Krajowy Zjazd Delegatów w Gdańsku. Po wprowadzeniu stanu wojennego został internowany na okres od grudnia 1981 do listopada 1982. Po zwolnieniu był m.in. redaktorem periodyku „Prezbiterium”. Działał w organizacjach katolickich jako wiceprezes i prezes Szczecińskiego Klubu Katolików, wiceprzewodniczący regionalnej Akcji Katolickiej i organizator Tygodni Kultury Chrześcijańskiej. Od 1981 do 1983 zasiadał w Prymasowskiej Radzie Społecznej.
Po 1989 współpracował z mediami katolickimi (m.in. jako zastępca redaktora naczelnego czasopisma „Kościół nad Odrą i Bałtykiem”). W latach 1990–1991 był dyrektorem ośrodka radiowo-telewizyjnego w Szczecinie. Od 1998 do 2002 z ramienia AWS zasiadał w radzie miejskiej Szczecina. Od 1991 związany z Fundacją Rozwoju Demokracji Lokalnej. Został zastępcą dyrektora ds. szkoleń w szczecińskim oddziale tej organizacji, a także trenerem i ekspertem FRDL, specjalizując się w komunikacji społecznej, samorządności i edukacji. Opracował i realizował programy przeznaczone dla samorządów i organizacji pozarządowych m.in. z Polski, Białorusi, Ukrainy i Tunezji.

## Odznaczenia
- Krzyż Komandorski Orderu Odrodzenia Polski (2014)[3]
- Krzyż Oficerski Orderu Odrodzenia Polski (2007)[4]
- Złoty Krzyż Zasługi (2004)[5]